# Falkirkhjulet

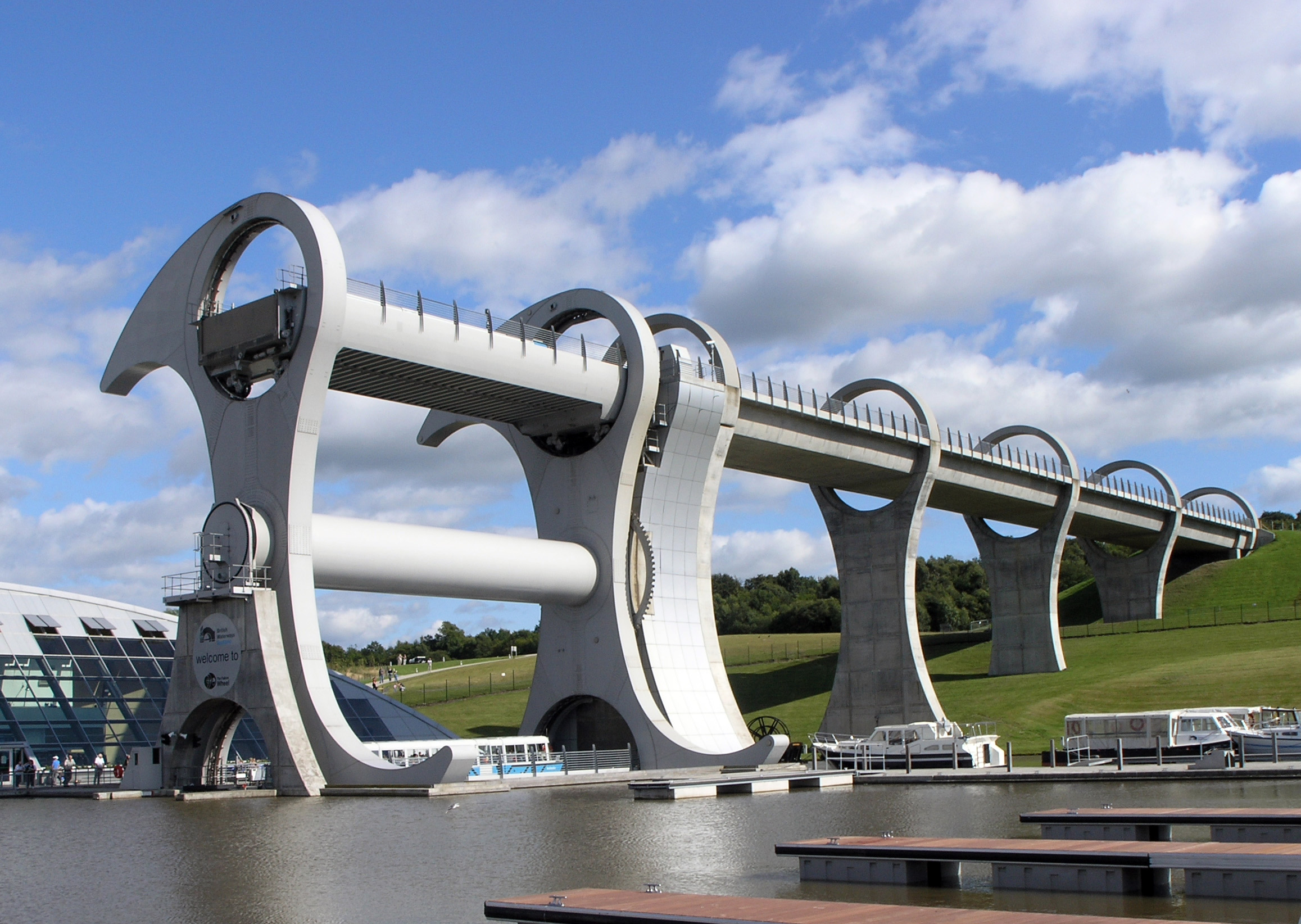
Falkirkhjulet

Falkirkhjulet eller The Falkirk Wheel, som den heter på engelska, är världens enda båtlyft som hissar/sänker båtarna 25 meter, i ett roterade hjul. Konstruktionen förbinder den nedre Forth-Clydekanalen, med den övre Union Canal och gör det möjligt att med båt åka mellan Glasgow och Edinburgh, samt från kust till kust över Skottland. Konstruktionen ligger nära Rough Castle och byn Tamfourhill. Namnet kommer från den närbelägna staden Falkirk i centrala Skottland. 
Den 24 maj 2002 invigde drottning Elizabeth II Falkirkhjulet efter en månads försening orsakad av vandalisering, som gjorde att vattnet forsade ut från övre vattenporten i akvedukten.

## Hur det fungerar

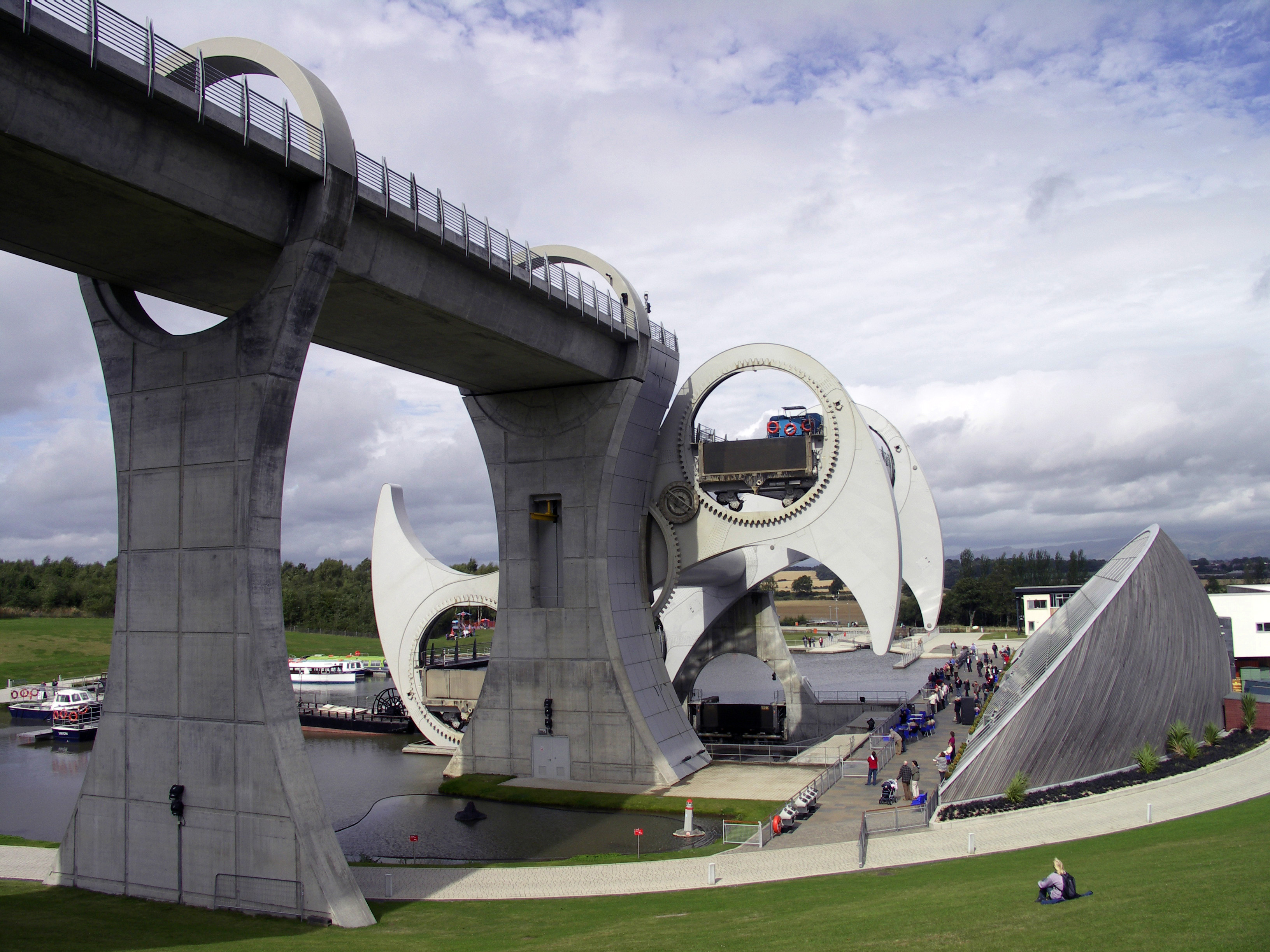
Falkirkhjulet i rörelse. Pyramidbyggnaden till höger är besökscentret.

Hjulets armar har en diameter på 35 meter, med två hjul designade med keltiska yxor som förebild och som sitter 25 meter från varandra. Mellan dessa transporteras båtarna i två behållare med en vikt på vardera 300 ton. Behållarna är alltid i jämvikt enligt Archimedes princip: "En i en vätska nedsänkt kropp påverkas av en lyftkraft, som är lika stor som tyngden av den undanträngda vätskemängden". Båtarna körs in och vattenporten stängs så att vattnet stannar kvar i både behållarna och kanalerna. Hjulet vrids och båtarna i den ena kanalen kan sedan, efter att hjulet vridits 180° på 5 minuter, fortsätta in i nästa kanal. Varje gång tar varje behållare på Falkirkhjulet cirka åtta båtar. 
Det räcker med elmotorer på 22,5 kW för att driva de tio hydraulpumparna som vrider runt hjulet eftersom att rotera ett halvt varv endast förbrukar 1,5 kWh.
Behållarna måste hela tiden hållas vågräta så att inte vattnet rinner ut och båtarna faller ner. Därför sitter ändarna på vattenbehållarna fast på små hjul, som rullar på insidan av åttametershålen, där det är en yttre kuggkrans. Mot varje yttre kuggkrans sitter ett mindre kugghjul, som går mot ett stillastående kugghjul fastsatt på det stora hjulets pelare. Det gör att behållarna följer med runt och behållarna är alltid horisontella.

## Bygget
Hjulet konstruerades av Butterley Engineering, Ripley, Derbyshire och var ett projekt under Millennium Plans, för att återskapa förbindelsen mellan Forth–Clydekanalen och Unionkanalen, i huvudsak för nöjestrafik. Tidigare hade de två kanalsystemen varit förbundna med varandra med elva  slussar, men dessa hade sedan 1930-talet förfallit och blivit igenfyllda.
För att öppna en vattenväg från Unionkanalen till Falkirkhjulet, behövdes en helt ny kanal grävas, från den gamla vid Port Maxwell till en ny hamnbassäng söder om hjulet.
Vattennivån i hamnbassängen är på samma höjd som i akvedukten vid överdelen av hjulet. Man kommer dit genom att passera två slussar och en 150 meter lång tunnel, som byggdes för att skona arkeologiska fynd vid Antoninus mur, som den nu går under. Här går också en väg (A801) och järnvägen mellan Glasgow och Edinburgh.
Falkirkhjulet kostade £17,5 miljoner (cirka 245 miljoner SEK) och ombyggnaden av kanalerna gick på £84,5 miljoner (cirka 1,2 miljarder SEK) varav £32 miljoner kom från National Lottery-fonden. Vid nedre kanalen finns ett besökscenter, med souvenirförsäljning, kafé och möjlighet att åka på en guidad tur i hjulet.

## Fotografier

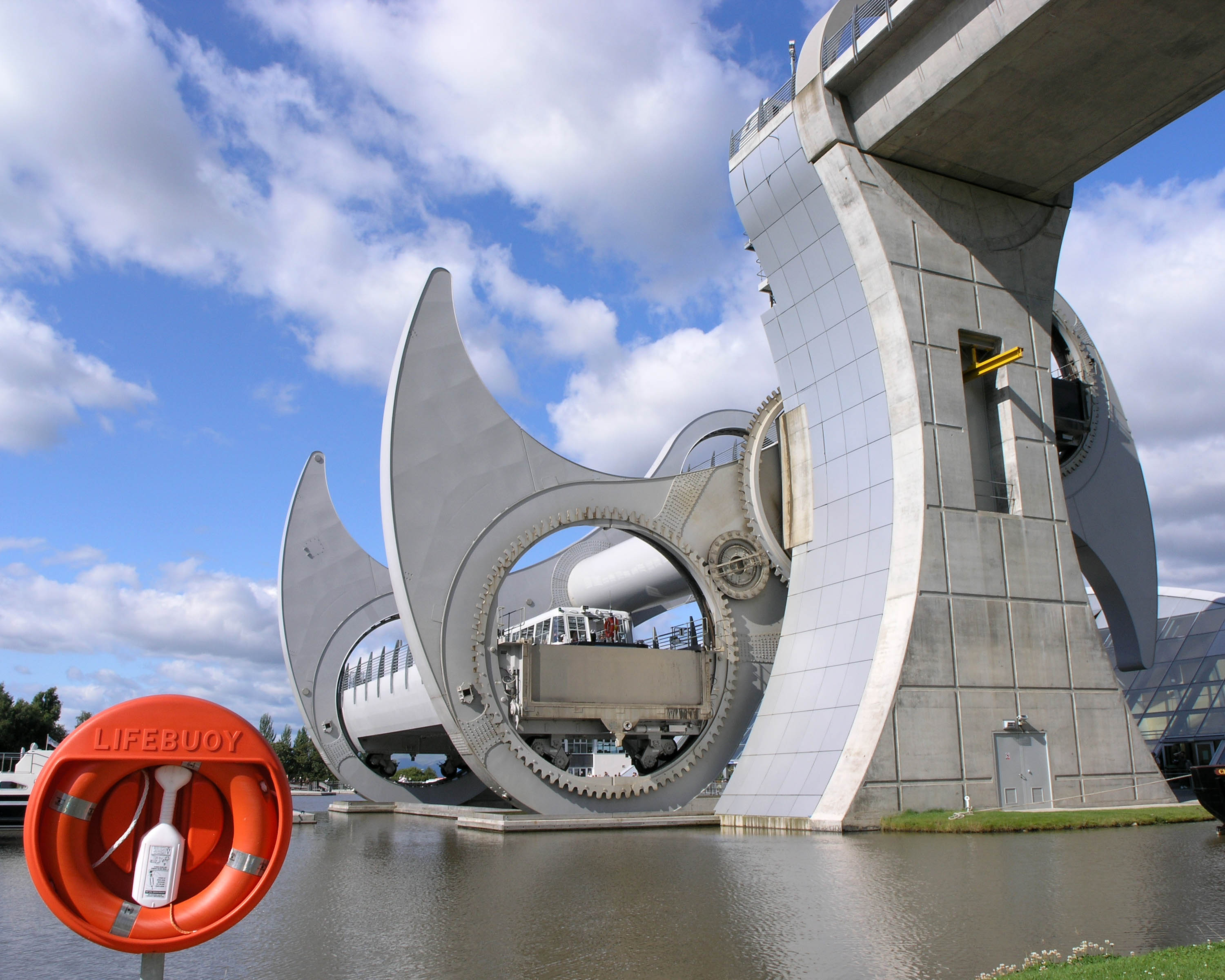
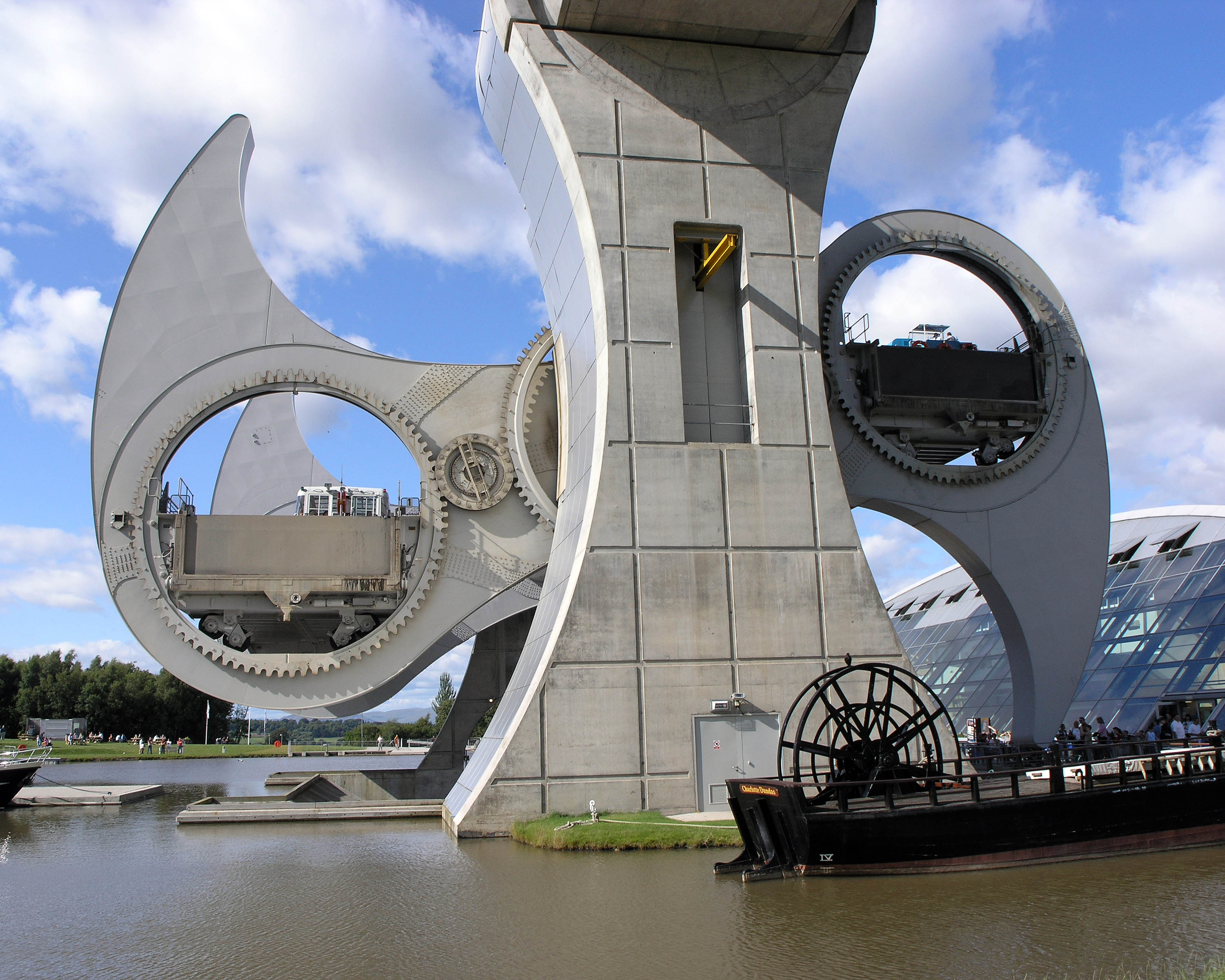
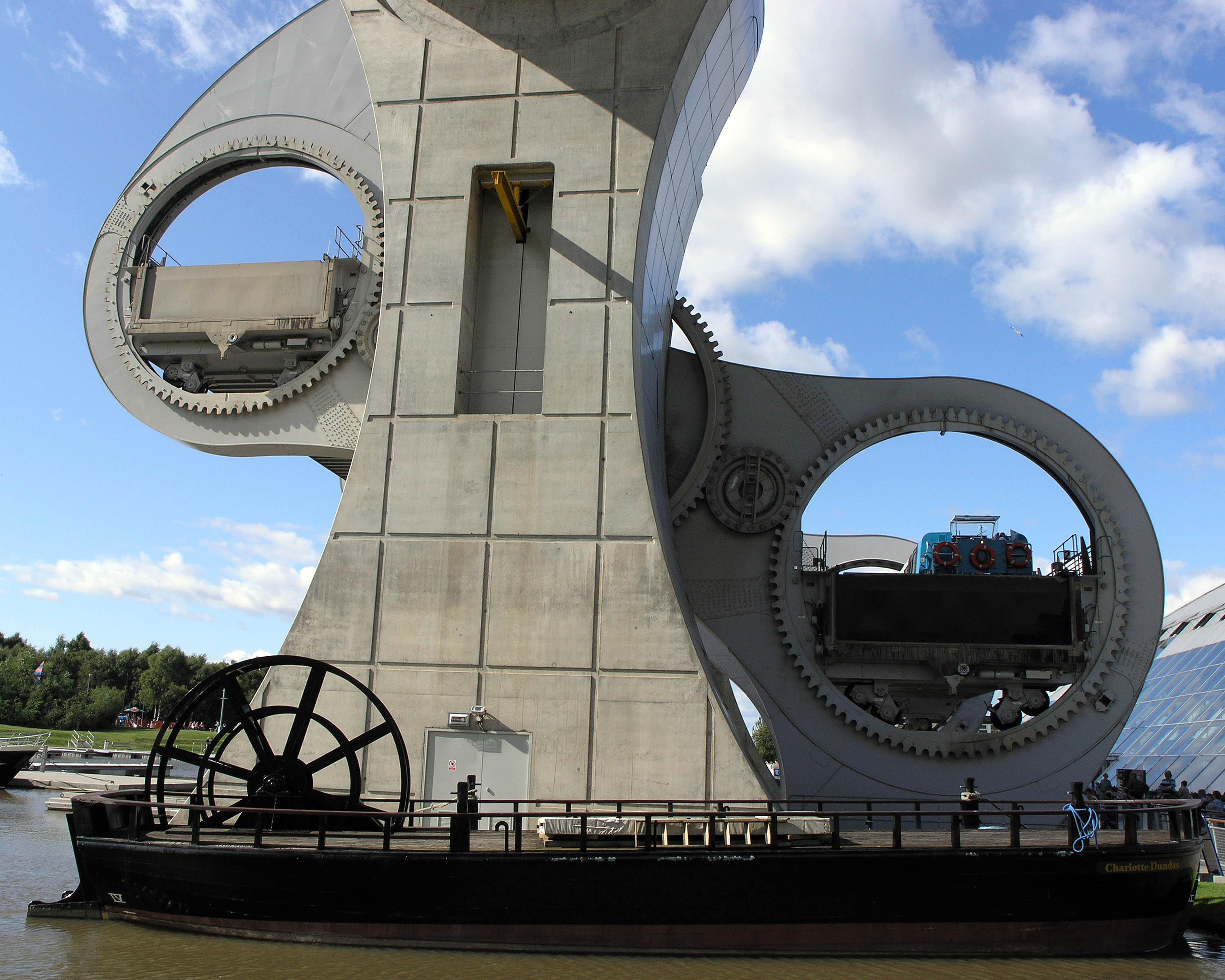